# チヴィタ・ディ・バーニョレージョ
チヴィタ・ディ・バーニョレージョ（Civita di Bagnoregio）は、イタリア共和国ラツィオ州ヴィテルボ県バニョレージョに属する分離集落（フラツィオーネ）である。2500年以上前にエトルリア人によってつくられた都市であるが、地盤が風化しやすい粘土層で、台地辺縁部の崩落によってその上の建物が崩れる危機に常にさらされており、2024年現在、年間を通して居住する者が10人程度、「死にゆく町」（il paese che muore）とも言われる。
崖に囲まれ、300メートル程度の長さをもつ狭く急な橋を渡る以外に、この集落へ行く方法はない。
2021年の時点で、ユネスコ世界遺産の暫定リストに記載されている。

## 地理
ラツィオ州の北部、ウンブリア州との州境にあり、人気の避暑地ボルセーナ湖の東に隣接する。バニョレージョの中心から東に約2キロメートル離れた、テヴェレ川に面した凝灰岩の台地上にある。住民は数世帯で、冬の人口は12名で、夏の人口は100名を超える。

## 文化・観光
「イタリアの最も美しい村」クラブに加盟している。

## ギャラリー

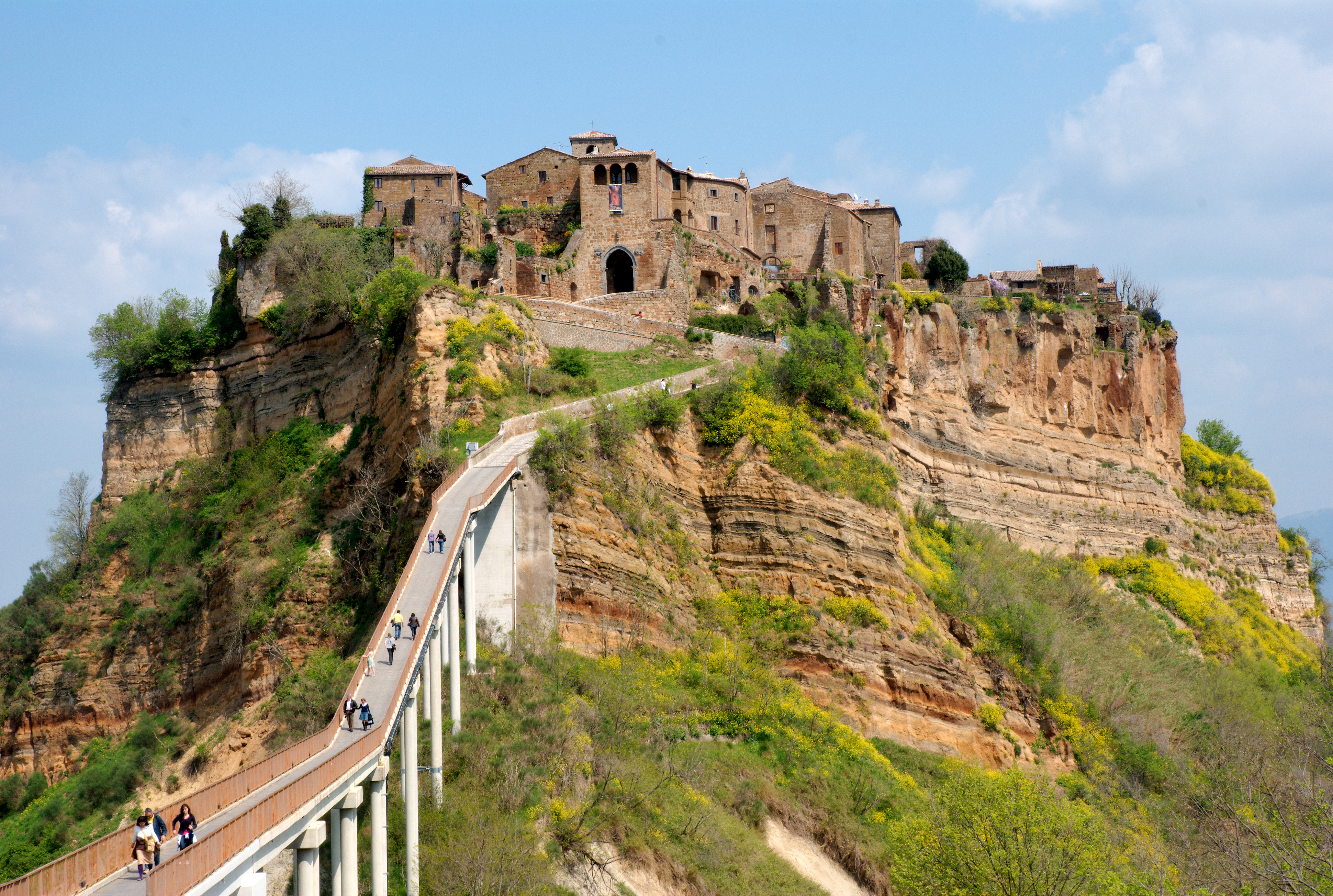
チヴィタ・ディ・バーニョレージョ
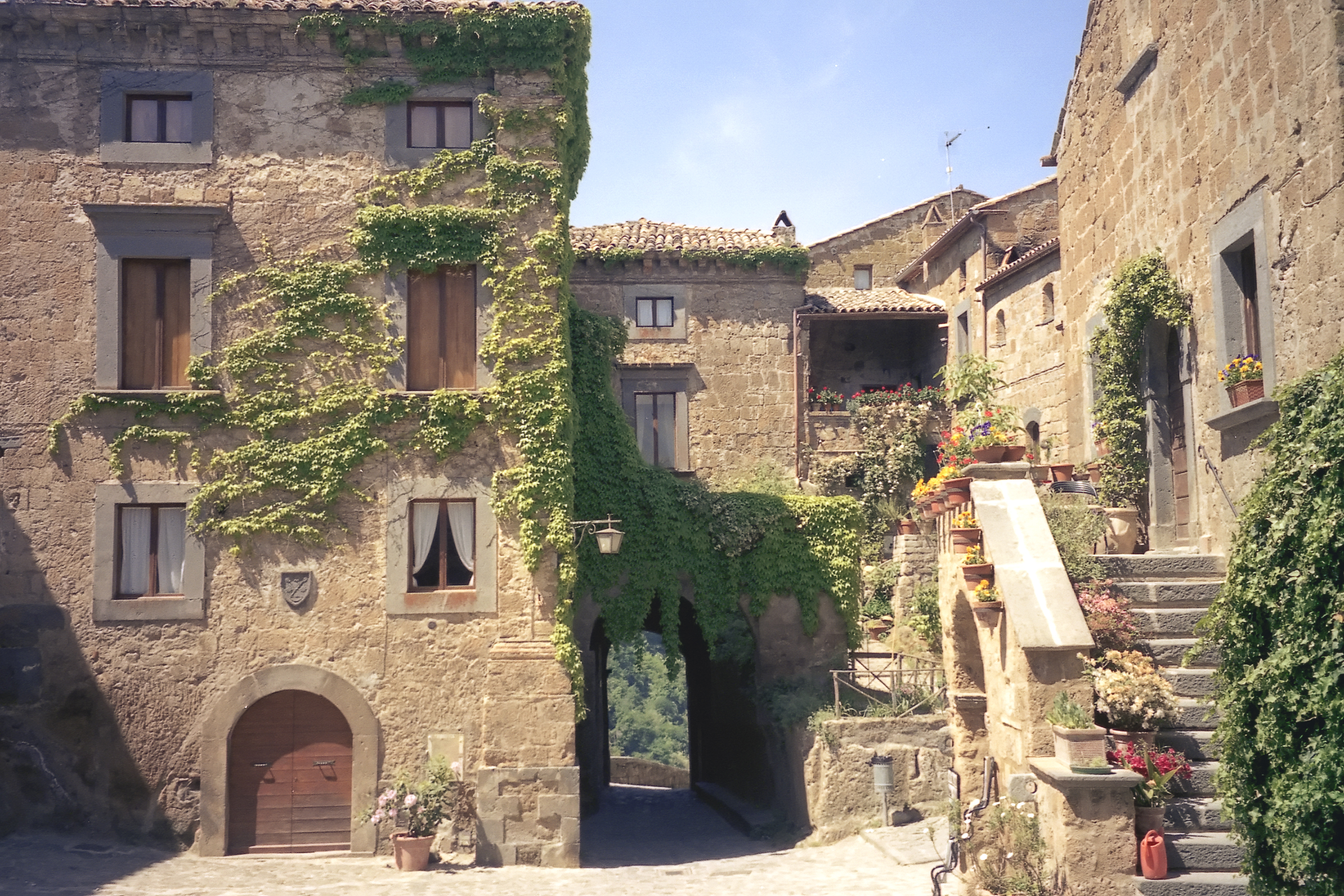
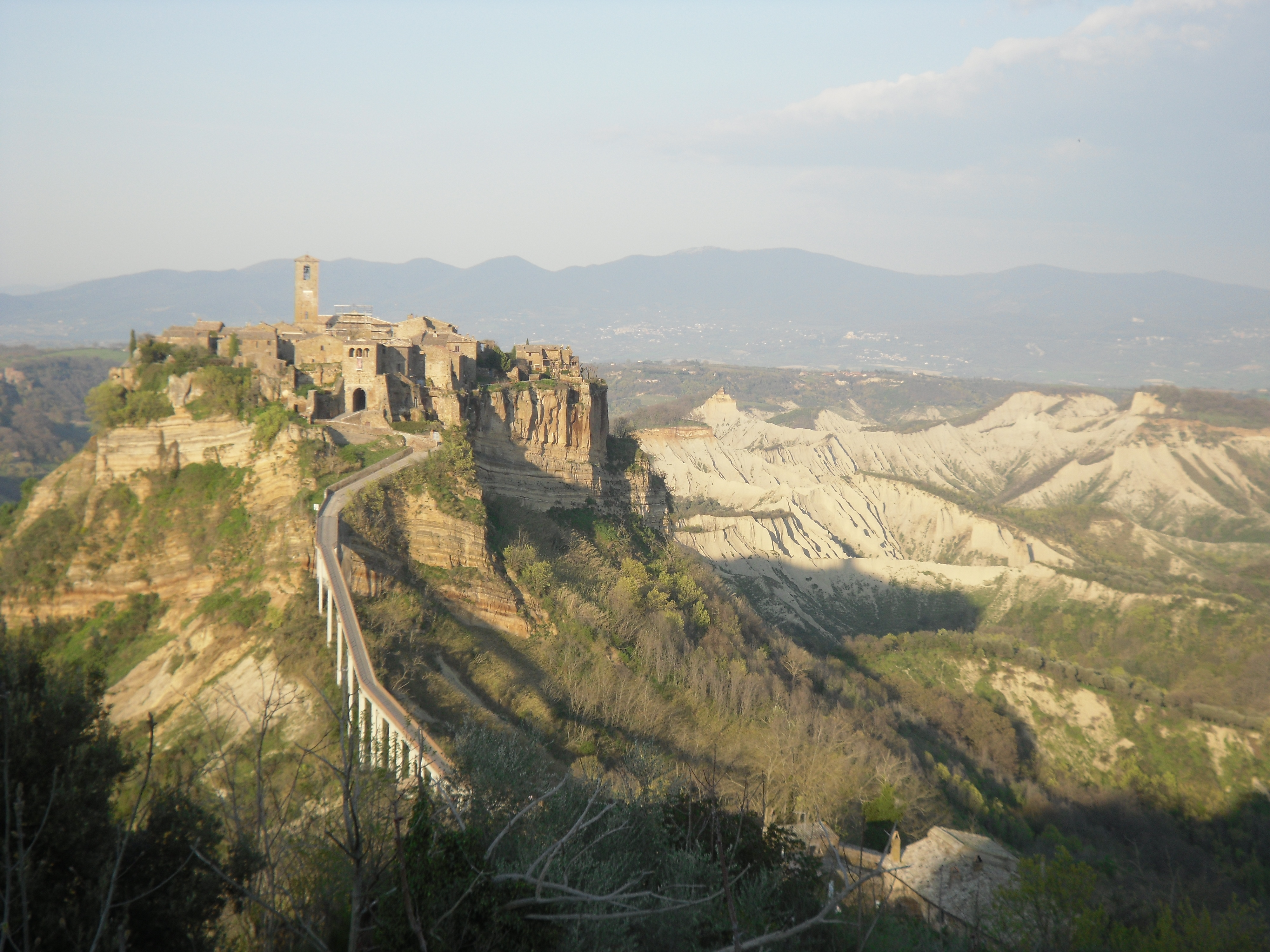

## 参照
- 観光地・名所 の海外現地ガイド記事「儚く貴い“滅び行く町”、チヴィタの幻想的な姿に魂が震える」 | 海外旅行情報 エイビーロード
- 天空の村チヴィタ・バーニョレッジョへ！ <ローマ> All About